# Steve Purdy
Steve Purdy (Bakersfield, California, 5 de febrero de 1985) es un futbolista salvadoreño nacido en Estados Unidos. Juega de defensor central.

## Trayectoria
En su etapa de college, Purdy practicó el fútbol con el equipo California Golden Bears, en el que recibió menciones honoríficas. Para el año 2007, era parte del equipo de reserva del TSV 1860 Múnich de la 2. Bundesliga en Alemania, y en ese mismo período fue seleccionado por Los Angeles Galaxy de la Major League Soccer, en el draft suplementario del equipo angelino; pero su decisión fue permanecer en Europa.
Para 2009, retornó a los Estados Unidos y se incorporó al FC Dallas. Apenas participó en cinco juegos, pues las lesiones acortaron su temporada. En 2010, jugó con el equipo de segunda división de Portland Timbers, y el 26 de enero de 2011 firmó con el conjunto de primera categoría. Esa temporada participó en ocho juegos como titular. El 2012 tampoco tuvo mucha participación en el campo de juego, y al final de la temporada se desvinculó del equipo de Portland. Para el 2013,  inició una nueva etapa con el equipo Chivas USA.
Sin embargo, mientras disputaba un juego contra San Jose Earthquakes el 29 de septiembre, sufrió una grave agresión de Steven Lenhart quien lanzó un codazo sobre su cara, lo que provocó que Purdy saliera del campo de juego y con fracturas en su rostro. Será sometido a intervención quirúrgica con reconstrucción de su nariz y huesos del pómulo izquierdo, lo que lo dejará fuera de la temporada.

### Selección nacional de El Salvador
Purdy participó en las selecciones juveniles de Estados Unidos, en categorías de 18, 20 y 23 años; y en 2007, fue una opción del combinado mayor, en un juego que se realizó en octubre de ese año contra Suiza. 
Sin embargo, debido a que su madre es salvadoreña y a que la Federación de Fútbol de los Estados Unidos confirmó que solo había jugado encuentros amistosos con el combinado de ese país, recibió la convocatoria del seleccionado de El Salvador en marzo de 2011, pero no pudo asistir a los juegos amistosos que el equipo cuscatleco realizó en ese tiempo. De hecho, él ya había interesado al técnico Carlos de los Cobos durante las eliminatorias de Concacaf para Sudáfrica 2010.
A pesar de todo, recibió la convocatoria para un juego amistoso contra Honduras y la Copa de Oro de la Concacaf 2011. Ya en la Copa de Oro de la Concacaf 2013 fue titular en un juego.
También participó en seis juegos de  la  clasificación de Concacaf para la Copa Mundial de Fútbol de 2014 con un gol anotado.

## Clubes
Actualizado al último partido jugado el 9 de mayo de 2016.
| San Francisco Seals Estados Unidos          | 4.ª                 | 2006                | 16 | 0 | - | - | - | - | 16  | 0 |
| San Francisco Seals Estados Unidos          | Total               | Total               | 16 | 0 | 0 | 0 | 0 | 0 | 16  | 0 |
| TSV 1860 Múnich II · Alemania               | 3.ª                 | 2007                | 2  | 0 | - | - | - | - | 2   | 0 |
| TSV 1860 Múnich II · Alemania               | 3.ª                 | 2007-08             | 24 | 0 | - | - | - | - | 24  | 0 |
| TSV 1860 Múnich II · Alemania               | Total               | Total               | 26 | 0 | 0 | 0 | 0 | 0 | 26  | 0 |
| Football Club Dallas Estados Unidos         | 1.ª                 | 2009                | 5  | 0 | - | - | - | - | 5   | 0 |
| Football Club Dallas Estados Unidos         | Total               | Total               | 5  | 0 | 0 | 0 | 0 | 0 | 5   | 0 |
| Portland Timbers Estados Unidos             | 2.ª                 | 2010                | 26 | 0 | 1 | 0 | - | - | 27  | 0 |
| Portland Timbers Estados Unidos             | Total               | Total               | 26 | 0 | 1 | 0 | 0 | 0 | 27  | 0 |
| Portland Timbers Estados Unidos             | 1.ª                 | 2011                | 8  | 0 | - | - | - | - | 8   | 0 |
| Portland Timbers Estados Unidos             | 1.ª                 | 2012                | 3  | 0 | - | - | - | - | 3   | 0 |
| Portland Timbers Estados Unidos             | Total               | Total               | 11 | 0 | 0 | 0 | 0 | 0 | 11  | 0 |
| Club Deportivo Chivas USA Estados Unidos    | 1.ª                 | 2013                | 8  | 0 | - | - | - | - | 8   | 0 |
| Club Deportivo Chivas USA Estados Unidos    | Total               | Total               | 8  | 0 | 0 | 0 | 0 | 0 | 8   | 0 |
| Orange County Blues Estados Unidos          | 3.ª                 | 2016                | 7  | 0 | - | - | - | - | 7   | 0 |
| Orange County Blues Estados Unidos          | Total               | Total               | 7  | 0 | 0 | 0 | 0 | 0 | 7   | 0 |
| Total en su carrera                         | Total en su carrera | Total en su carrera | 99 | 0 | 1 | 0 | 0 | 0 | 100 | 0 |
| (2) No incluye goles en partidos amistosos. |                     |                     |    |   |   |   |   |   |     |   |

Universidad/Reservas
| Club                      | País           | Año         | Partidos | Goles |
| ------------------------- | -------------- | ----------- | -------- | ----- |
| California Golden Bears   | Estados Unidos | 2003 - 2006 | 62       | 1     |
| Club Deportivo Chivas USA | Estados Unidos | 2013        | 6        | 0     |
| Total:                    | Total:         | Total:      | 68       | 1     |

### Selección nacional
| Selección                                 | Año                 | Partidos | Goles |
| ----------------------------------------- | ------------------- | -------- | ----- |
| El Salvador                               |                     |          |       |
| 2011                                      | 4                   | 1        |       |
| 2012                                      | 9                   | 0        |       |
| 2013                                      | 2                   | 0        |       |
| Total en su carrera                       | Total en su carrera | 15       | 1     |
| Estadísticas hasta el 9 de julio de 2013. |                     |          |       |